# 406

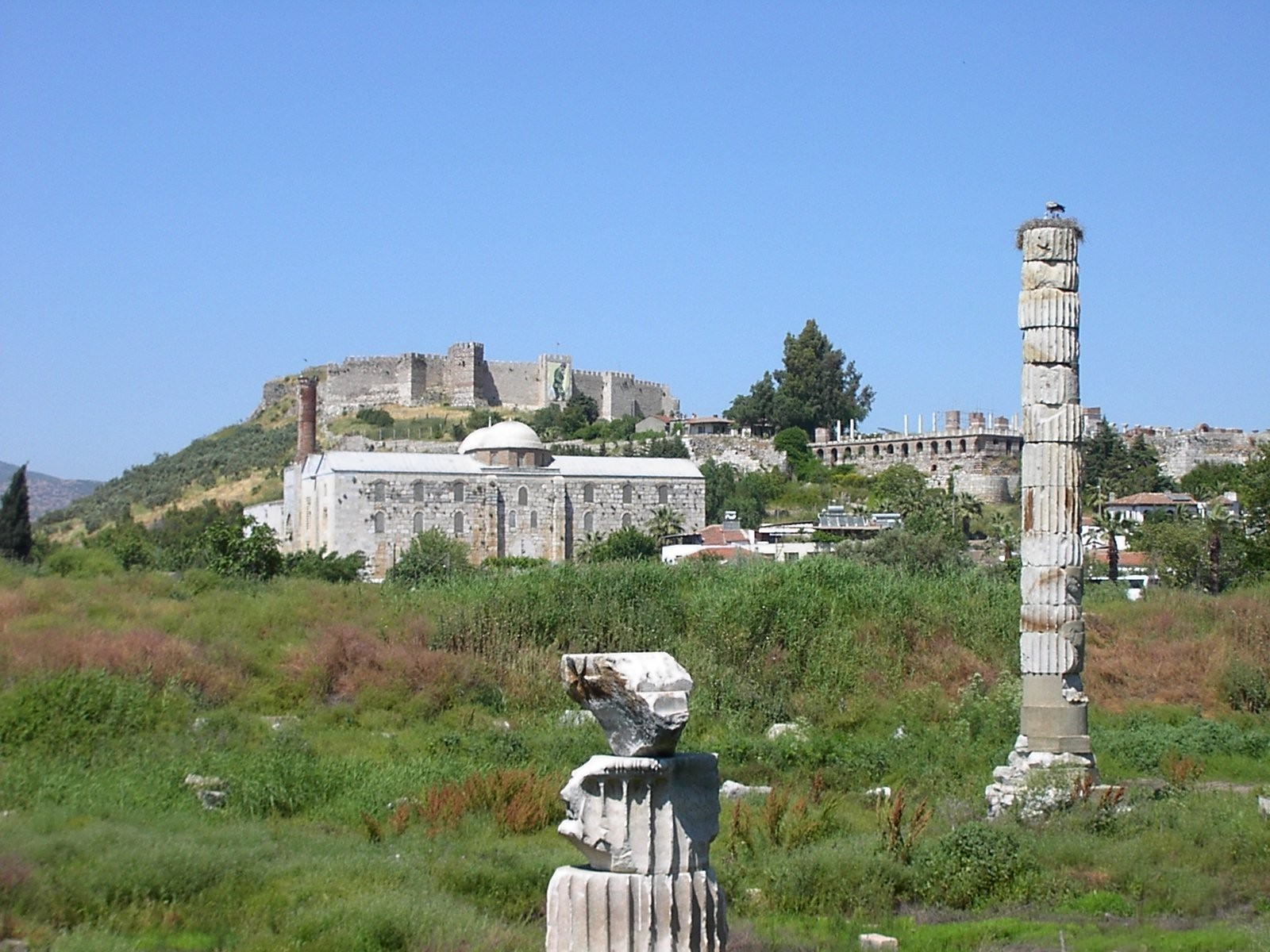
Ruïnes van de tempel van Artemis

Het jaar 406 is het 6e jaar in de 5e eeuw volgens de christelijke jaartelling.

## Gebeurtenissen

### Klein-Azië
- De Tempel van Artemis in Efeze (huidige Turkije) wordt door een aardbeving verwoest. De reusachtige zuilen van de tempel worden naar Constantinopel gebracht en zullen dienen voor de bouw van de Aya Sophia (kathedraal). Het tempelcomplex behoort tot de zeven wereldwonderen van de antieke wereld.

### Europa
- Oorlog van Radagaisus: Flavius Stilicho verslaat met steun van hulptroepen (Hunnen en Alanen onder koning Uldin) het Germaanse leger (20.000 man) onder leiding van Radegast. Bij Fiesole (Toscane) worden 12.000 "barbaren" gevangengenomen en als slaven te werk gesteld.
- Romeins legerofficier Marcus pleegt een machtsgreep in Britannia rond juli, maar sterft rond oktober.
- Vandaals-Frankische oorlog: De Vandalen, geleid door Godigisel vallen het woongebied van de Franken binnen en behalen met behulp van de Alanen de overwinning. Godigisel sneuvelt in de strijd.
- 31 december - Rijnoversteek: Vandalen en Alanen steken de Rijn over en vallen het West-Romeinse rijk binnen.

### Azië
- Fa Hsien, Chinese boeddhistische monnik, reist langs de Ganges en bezoekt de heilige plaatsen (Pesjawar en Taxila) in India.
- Hanzei (r. 406-410) volgt zijn broer Richu op als de 18e keizer van Japan.

## Geboren
- Attila de Hun, koning van de Hunnen (waarschijnlijke datum)

## Overleden
- Albanus van Mainz, priester en heilige
- 2 december - Chromatius van Aquileia, Italiaans bisschop
- Godigisel - koning van de Vandalen
- 6 augustus - Radegast, Ostrogotische hoofdman